# Greve-díj
A kitüntetést dr. Helmut Greve (Magyarország hamburgi tiszteletbeli főkonzulja, építési vállalkozó, mecénás, született: 1922) és Hannelore Greve alapította. A német házaspár a tudományok és a kultúra támogatására hozta létre a nevüket viselő, hamburgi székhelyű alapítványt, amely 1989 óta nyújt támogatást magyar fiataloknak: ösztöndíjakat adományoz, tanulmányutakat szervez. A díjazottak személyéről a Magyar Írószövetség tagjaiból választott zsűri dönt.

## Díjazottak
- 1989 –
- 1990 – Janikovszky Éva író
- 1991 –
- 1992 – Budai Katalin irodalomtörténész, kritikus; Mezey Katalin, költő, műfordító; Nagy Gáspár, költő; Oláh János, író, költő
- 1993 –
- 1994 – Dr. Bárdos László, költő, író, műfordító; Csűrös Miklós, irodalomtörténész, kritikus; Gárdos László, író; Sarusi Mihály, író, költő, esszéista, falukutató
- 1995 –
- 1996 – Györe Balázs, költő, író; Keresztury Tibor, kritikus, publicista; Sebeők János, író, esszéista, publicista
- 1997 –
- 1998 –
- 1999 – Eisemann György, irodalomtörténész; Kálnay Adél, író, tanító; Villányi László, költő
- 2000 –
- 2001 –
- 2002 –
- 2003 – Haklik Norbert, prózaíró; Nagy Gabriella, költő; N. Pál József, irodalomtörténész, kritikus; Rott József, prózaíró
- 2004 –
- 2005 –
- 2006 –
- 2007 –
- 2008 –
- 2009 –
- 2010 –
- 2011 –
- 2012 –